# Boophis miniatus
A Boophis miniatus a kétéltűek (Amphibia) osztályába, a békák (Anura) rendjébe és az aranybékafélék (Mantellidae) családjába tartozó faj.

## Előfordulása
A faj Madagaszkár endemikus faja. A sziget keleti és déli részén 300–800 m-es magasságban honos.

## Megjelenése
Közepes méretű békafaj. A hímek hossza 26–32 mm, a nőstényeké 35–38 mm. Háti bőre sima. Hátának színe változó, világosabb vagy sötétebb barna, időnként sötétebb mintázattal, ritkán hosszanti sávokkal. Lába és combja vörös. Az írisz külső része szintén vörös. A hímeknek alig kivehető hüvelykvánkosa és nem feltűnő hanghólyagja van.